# Fabian Himmelsbach
Fabian Himmelsbach (* 15. Juni 1999 in Sonthofen) ist ein deutscher Skirennläufer.

## Biografie
Fabian Himmelsbach begann seine Karriere beim Verein SC Sonthofen und wurde im Jahr 2016 in den DSV-Kader berufen. Er ist auf die Disziplinen Riesenslalom und Slalom spezialisiert. Himmelsbach startete in Davos 2018 erstmals bei Juniorenweltmeisterschaften und wurde dabei nach Ausfällen in der Kombination und im Riesenslalom schließlich 7. im Slalom. Sein Debüt im Weltcup hatte er am 29. Januar 2019. Himmelsbach wurde in Fassatal 2019 nach Bronze in der Mannschaft 32. im Riesenslalom und 11. im Slalom. Seine erste Podestplatzierung im Weltcup erzielte er beim Weltcupfinale im Mannschaftswettbewerb.

## Erfolge

### Weltcup
- 1 Podestplatz in Mannschaftswettbewerben

### Juniorenweltmeisterschaft
- Davos 2018: 7. Slalom, DNF Riesentorlauf, DNF Superkombination
- Fassatal 2019: 3. Mannschaft, 11. Slalom, 32. Riesenslalom

### Europacup
- Saison 2021/22: 3. Slalomwertung
- 3 Podestplätze, davon 1 Sieg

| Datum           | Ort     | Land       | Disziplin |
| --------------- | ------- | ---------- | --------- |
| 20. Januar 2022 | Vaujany | Frankreich | Slalom    |

### Far East Cup
- 4 Platzierungen unter den besten 10, davon ein Podestplatz

### South American Cup
- 3 Platzierungen unter den besten 10, davon ein Podestplatz

### Nor Am Cup
- Eine Platzierung unter den besten 10

### Weitere Erfolge
- 7 Siege bei FIS-Rennen
- 2 Podestplätze bei deutschen Juniorenmeisterschaften